# Multiboxing
Le multiboxing est un terme utilisé le plus souvent dans les MMORPG. Il définit une technique de jeu consistant à jouer plusieurs personnages simultanément. Cela peut être réalisé en utilisant plusieurs ordinateurs distincts (en lançant le jeu sur chaque machine) ou par l'exécution de plusieurs instances distinctes du jeu sur une même machine.
Parfois assimilée à de la triche, cette technique est difficile à utiliser car elle demande de résoudre des problèmes en temps réel, d'assimiler des enchaînements et processus parfois complexes entre les différents personnages manipulés.
Le nombre de personnage manipulés peut varier. D'une manière générale et qu'importe la complexité du jeu, plus ils sont nombreux, plus il est difficile de les gérer.